# Melissa (esposa de Periandre)
|  | Per a altres significats, vegeu «Melissa (desambiguació)». |

Melissa (en llatí Melissa, en grec antic Μέλισσα) fou la dona de Periandre, tirà de Corint, filla de Procles (tirà d'Epidaure) i d'Eristènia.
Abans del seu casament, segons Diògenes Laerci, es deia Lisis i Periandre li va donar el nom de Melissa. Va ser la mare de Cípsel i Licofró. El seu marit l'estimava apassionadament però en un atac de gelosia, a la que el van induir les calúmnies d'alguns cortesans, la va matar de forma brutal.
Hi ha una història que explica que l'ombra de Melissa s'apareixia a Periandre per acusar-lo, i va enviar ambaixadors a consultar l'oracle dels morts al país dels Tesprotis per saber de quina manera podia calmar l'esperit de la seva dona morta. Encara després va castigar cruelment a aquells que segons sembla l'havien instigar a cometre el seu crim, segons expliquen Heròdot, Ateneu de Nàucratis i Plutarc. Pausànias esmenta un monument dedicat a Melissa prop d'Epidaure.